# Liturgische Beweging
Onder Liturgische Beweging wordt het streven naar een bevordering van de liturgie, zowel door studie en door praktische maatregelen, bedoeld.
De Rooms-Katholieke Kerk heeft verscheidene liturgische bewegingen gekend. Aan het eind van de Middeleeuwen ontstond er voornamelijk in de Noordelijke Nederlanden een liturgische beweging, toen er een vervreemding van de liturgie was ontstaan die de ontbinding van de maatschappij en het wegkwijnen van het christelijk gemeenschapsleven tot gevolg had. Zij had tot doel om de liturgie in haar oude eer te herstellen en de gelovigen, door de liturgie te verklaren en in de volkstaal te vertalen (volksmissaaltjes), meer met haar vertrouwd te doen geraken (Geert Grote, Radolphus de Rivo, Windesheim, Sint-Petrus Canisius, enz). Door de godsdienstige en politieke onrust in de 16e eeuw kon zij zich echter niet verder ontwikkelen.
De meest recente liturgische beweging waren de diverse initiatieven, vanaf halverwege de 19e eeuw, maar op grote schaal vanaf het begin van de twintigste eeuw, tot aan het Tweede Vaticaans Concilie, gericht op de actieve deelname van gelovigen aan de liturgie van de Rooms-Katholieke Kerk. De liturgievernieuwing van het concilie berust vooral op het werk van de Liturgische Beweging. Omdat deze beweging van veel grotere invloed is geweest dan die van de Middeleeuwen, wordt zij veelal de Liturgiebeweging genoemd.

## Ontstaan
De Liturgische Beweging kon ontstaan tegen de achtergrond van het liturgisch reveil als gevolg van de inspanningen van de Abdij van Solesmes, met name door de inzet van Dom Prosper Guéranger.  Het motu proprio Tra le sollecitudini van 22 november 1903 van paus Pius X kan worden gezien als een officieel beginpunt van de Liturgische Beweging. De paus hield hierin een pleidooi voor de gregoriaanse volkszang en voor de actieve deelname van de gelovigen aan de liturgie. Hij noemde deze deelname de eerste en onuitputtelijke bron voor de ware christelijke geest.
De Liturgische Beweging stoelde op drie elementen.
- Verscheidene pastoraal-liturgische activiteiten

Met name kan hier genoemd worden de naam van dom Lambert Beauduin OSB (1873-1960). Mede door hem groeide in België de Abdij van Keizersberg te Leuven tot een centrum van bezinning en van activiteit. In 1909, tijdens het Nationaal Congres van de Katholieke Werken te Mechelen, nam hij de oproep van paus Pius X tot actieve deelname op, en riep hij op de ‘liturgie te democratiseren’. Hij wilde, met andere woorden, de liturgie maken tot een aangelegenheid van geheel het gelovige volk.
Om gelovigen de liturgie te leren ontdekken en meebeleven, moesten hun in de eerste plaats liturgische teksten in vertaling ter hand worden gegeven. Dom Beauduin begon met de uitgave van misboekjes en later zondagsmissalen. In Nederland kwamen er de bekende misboekjes van de Bron van Christelijke Geest. Verder begon hij uitgaven om de clerus verder toe te rusten. Ook startte hij in 1910 liturgische weken, waaraan jaarlijks grote groepen deelnamen. In Duitsland werd vooral de abdij van Maria Laach het liturgische centrum.
- De gedegen studie van de geschiedenis van de liturgie

Men kreeg oog voor de verschillende historische lagen. Men ontdekte dat de Romeinse liturgie geen massief rotsblok was, maar in de loop van de geschiedenis in diverse stadia gegroeid. Deze studie werd tot vast fundament voor de vernieuwing van de eredienst.
- De theologie van de liturgie

Vooral door het werk van dom Odo Casel OSB (1886-1948), de Mysterienlehre, kreeg deze sterke impulsen. Casel zoekt antwoord op de vraag hoe het heil van God ten bate van de mens, bewerkt in Christus, actueel en reëel in het midden van de christelijke gemeente aanwezig kan zijn. Hij wijst op de reactualisatie van het heilsgebeuren in Christus, niet slechts als intentioneel, maar als feitelijk en objectief. Daarnaast was ook Romano Guardini met zijn Vom Geist der Liturgie (1917) een mijlpaal voor het denken over liturgie en de Liturgische Beweging.

## Oppositie en kanalisatie
De Liturgische Beweging nam een grote vlucht, maar er kwam ook oppositie op gang. Door de inzet van een nieuwe generatie priesters werd de Liturgische Beweging nog meer een pastorale beweging. Het idee vatte post dat veel van de toenmalige liturgie niet zo bevorderlijk was voor een liturgische pastoraal. Dat werkte de neiging in de hand om eigenmachtig veranderingen aan te brengen in de pastorale praktijk. Een oppositiebeweging kwam op gang, welke leidde tot een crisis in de Duitse Liturgische Beweging, waar onder invloed van zowel de Liturgische Beweging als het nazistische Germaans-superiorisme steeds meer de Duitse taal in de katholieke (Latijnse) Mis binnengebracht werd.
In 1943 reageerde het Vaticaan op de situatie in Duitsland met de encycliek Mystici Corporis (29 juni 1943). Vooral de eigenmachtig doorgevoerde veranderingen werden veroordeeld. Toch kwam er ook enige bevestiging voor de Liturgische Beweging, vooral in de encycliek Mediator Dei et Hominum (20 november 1947). Enerzijds toonde paus Pius XII zich bezorgd over alles wat er in de liturgie gaande was, maar anderzijds verdedigde hij tegelijk de vernieuwing ervan, als deze maar verantwoord was en onder leiding van het leergezag zou plaats hebben. De Liturgische Beweging begroette deze encycliek als de magna charta libertatis, en als stevige doctrinele basis voor het streven naar een actieve deelname van lekengelovigen aan de liturgie.

## Doorbraak
Vooral in de jaren vijftig brak een nieuwe en beslissende periode aan. Het Liturgisches Institut van Trier en het Centre de Pastorale Liturgique te Parijs waren hierbij leidinggevend. Er volgde een reeks van internationale congressen, waarbij liturgisten uit diverse landen samen kwamen om van gedachten te wisselen en theologisch, liturgiehistorisch en pastoraal verantwoorde voorstellen tot vernieuwing te formuleren. Via verschillende bisschoppenconferenties legden zij hun wensen voor aan de Romeinse instanties. Tijdens deze congressen werd de basis gelegd voor de liturgievernieuwing van het Tweede Vaticaans Concilie.

## Tegenspraak
De Liturgische Beweging maakte zich in de jaren vijftig echter nadrukkelijk los van de voorzichtige leer van Paus Pius XII in Mediator Dei et Hominum. Uiteindelijk zouden de ontwikkelingen waarvoor Pius XII waarschuwde, toch doorbreken. Hieronder vallen de meest kenmerkende eigenschappen van de Nieuwe Liturgie van Paus Paulus VI. De interpretatie van het begrip participatio actuosa (niet: activa) werd door progressieve liturgisten verlegd van de Gregoriaanse volkszang en het innerlijke geestelijke "mee-offeren" (Pius XII) naar de deelname van leken aan de altaardienst zelf. De opvatting raakte verspreid, dat het volk op één of andere wijze de Eucharistie krachtens eigen roeping - en niet door bediening van de gewijde priester - celebreerde.
De Novus Ordo Missae (Nieuwe Liturgie van 1969/1970) van Paulus VI veroorzaakte, naast een euforische stemming onder progressieve katholieken, ook een storm van verontwaardiging onder traditionalisten. Het wantrouwen werd nog eens extra gevoed door het feit dat aan de totstandkoming van die Nieuwe Liturgie zes protestantse adviseurs en theologen hadden meegewerkt. Ook werd Annibale Bugnini, de leider van de liturgiehervormingscommissie, door conservatieven zowel in als buiten het Vaticaan gewantrouwd.
Met name in Nederland vonden er al vanaf 1963 vele liturgische experimenten plaats. De liturgie in de volkstaal werd als een van speerpunten van de vernieuwing beschouwd die het Tweede Vaticaans Concilie voorstond. Vele leken verlieten ongelukkig - ja, wanhopig - met de liturgische vernieuwingen, die niet als een herbronning aangevoeld werden, maar als een vernieling, de Kerk. Tegelijkertijd kwam er op initiatief van behoudende liturgisten, leken en seminaristen een tegenbeweging op gang die zich inzette voor een herbronning op basis van de oude Romeinse liturgie zoals tot 1969 officieel in gebruik. In verschillende landen werden afdelingen van Una Voce Internationalis opgericht (ook in Nederland en Vlaanderen). Gedurende de laatste dertig jaar neemt door deze beweging, die zich naar eigen zeggen tegen de "ontsporing" van de Liturgische Beweging verzet, het aantal Missen dat volgens de Tridentijnse ritus gecelebreerd wordt toe.
Niet geheel onbelangrijk in dit verband is de invloed die in bepaalde landen van het apostolaat van de omstreden Priesterbroederschap Sint Pius X uitgaat en uitging. In het motu proprio Ecclesia Dei van 2 juli 1988 bevestigde Johannes-Paulus II dat Lefebvre en enige medestanders waren geëxcommuniceerd. De Heilige Stoel stelde bij gelegenheid tevens de Priesterbroederschap van Sint Petrus in om berouwvolle leden van de Pius X-priesterbroederschap alsnog op te nemen en hen de mogelijkheid te bieden de mis op te dragen volgens de Tridentijnse ritus. Dit aanbod werd echter door het grootste gedeelte van de beweging afgeslagen. Er zijn in 2005 informele contacten geweest tussen het Vaticaan en vertegenwoordigers van de priesterbroederschap Pius X.
In verschillende werken bestreden en bestrijden katholieke auteurs wat zij zien als de ontsporing binnen de Liturgische Beweging. De bekendste werken zijn Conversi ad Dominum - Zum Herrn Hin! van Mgr. Klaus Gamber. Verder ook Pope Paul's Mass (Michael Davies). La Messe de Luther van de hand van de geëxcommuniceerde aartsbisschop Marcel Lefebvre en The Liturgical Revolution zijn bekende werken onder traditionalisten. Recentelijk publiceerde kardinaal Joseph Ratzinger, inmiddels Paus Benedictus XVI, het boek Geist der Liturgie waarin ook hij kritische opmerkingen maakt aangaande de ontsporing van de Liturgische Beweging. Het invraagstellen van de liturgische hervorming is volgens hem een noodzakelijk kwaad geworden. Inmiddels lijkt het erop dat de Tridentijnse ritus gewoon zal blijven bestaan. Al onder Johannes-Paulus II werd er vanuit het Vaticaan bij de bisschoppen op aangedrongen niet te zuinig te zijn met het toestaan van deze ritus.
Ook de nieuwe ritus in het Latijn en gevierd met Gregoriaanse gezangen kent in Nederland een voorzichtige opleving, mede door de inzet van de Vereniging voor Latijnse Liturgie en vergelijkbare organisaties in het buitenland.